# Yavuz Yapıcıoğlu
Yavuz Yapıcıoğlu (* 1967 in Adana) ist ein türkischer Serienmörder und Brandstifter. Die türkische Presse bezeichnete ihn als tornavidalı katil („Schraubenziehermörder“) oder Avcılar sapığı („Perverser aus Avcılar“). Die Zahl seiner Opfer ist nicht bekannt. Die Polizei geht von 18 Morden aus. Seine Familie nimmt eine höhere Zahl an.
Yapıcıoğlu hatte neun Geschwister und verbrachte seine Jugend in Adana. Er wuchs bei seiner Stiefmutter auf und besuchte dort Grund- und Mittelschule. Seine Jugend war von familiären Problemen geprägt. Yapıcıoğlu heiratete, jedoch hielt die Ehe nur anderthalb Jahre. Zwischenzeitlich betrieb er ein Ledergeschäft in Zeytinburnu, jedoch ohne Erfolg.
1992 vergewaltigte und tötete  Yapıcıoğlu in Avcılar eine Frau, die im fünften Monat schwanger war. 1993 beging er in Istanbul eine ähnliche Tat. Gemäß § 46  des Türkischen Strafgesetzbuchs wurde bei ihm Schuldunfähigkeit festgestellt und Yapıcıoğlu wurde psychiatrisch untergebracht, allerdings wurde er ein Jahr später entlassen.
Nach einem Streit erstach er 1994 in Istanbul drei Personen. Ferner erstach er einen Büroangestellten. Er floh nach Adana und tötete dort weitere drei Personen. Später spießte er eine Person auf, die sich weigerte, ihm Geld zu geben. Einen Augenzeugen der Tat tötete Yapıcıoğlu ebenfalls. Des Weiteren brandschatzte er zwei Wohnungen von Verwandten und den Laden seines Bruders. Yapıcıoğlu versuchte, seinen Vater in Silivri zu töten, dieser schoss auf ihn und entkam. Yapıcıoğlu floh zu seiner Großmutter mütterlicherseits, die er mit einem Aschenbecher erschlug, als ihm ihre Aussagen nicht passten. Seine Mutter verstarb wenige Tage, nachdem sie das gehört hatte, an einem Herzinfarkt.
Seine letzten Morde beging Yapıcıoğlu 2002 in Çorlu. Dort erstach er drei Personen mit einem Schraubenzieher und einem Messer aus nichtigem Anlass. In derselben Nacht verletzte er noch mehrere weitere Personen. Anschließend wurde er am 24. Dezember 2002 gefasst. Ein neuerliches Gutachten der Gerichtsmedizin Istanbul bestätigte eine volle Schuldfähigkeit. Yapıcıoğlu wurde vor Gericht gestellt und wegen Mordes und Mordversuchs zu einer 44-jährigen Haftstrafe verurteilt.